# Рождественская Слободка
Рождественская Слободка (ранее село Носкова) — деревня в Любимском районе Ярославской области.
С точки зрения административно-территориального устройства входит в состав Воскресенского сельского округа. С точки зрения муниципального устройства входит в состав Воскресенского сельского поселения.

## География
Главная улица — Луговая, протяженностью около 0,2 км.

## История
Ранее действовал мужской монастырь, впервые упоминавшийся в письменных источниках в 1627—1629 годах

## Население
| 1859 | 1914 | 2002 | 2007 | 2010 |
| ---- | ---- | ---- | ---- | ---- |
| 110  | ↗141 | ↘8   | ↘1   | ↗2   |

## Достопримечательности
Церковь Рождества Христова 1827 года постройки, объект культурного наследия. До 1764 года на месте церкви был мужской монастырь.